# Víctor Hugo Moreno Mina
Víctor Hugo Moreno Mina (Puerto Tejada, Cauca, Colombia, 1986) es un defensor afrocolombiano e impulsor de los derechos étnicos territoriales del Valle del Cauca, economista y político. Desde noviembre de 2022 es el director de Asuntos de Comunidades Afrocolombianas, Negras, Raizales y Palenqueras del Ministerio del Interior de Colombia en el gobierno de Gustavo Petro.

## Infancia y juventud
Nació en 1986 en Cauca, Colombia. Su madre, Luz Zorayda Mina Balanta, es una reconocida profesora.[cita requerida] Terminó la primaria en el centro docente Oscar Pino Espinal, del municipio de Caloto (Cauca). Desde niño cultivó piña, plátano y frutales.[cita requerida]
En el 2003 terminó su bachillerato pedaleando bicicleta todos los días desde Guachené hasta la cabecera municipal de Caloto. Estudió en la Universidad San Buenaventura Cali, tiene un Máster en Gobierno de la universidad ICESI.[cita requerida]

## Activismo
Su trabajo es reconocido en diferentes organizaciones comunitarias de Colombia. 

### Inicios
En el año 2003 fue cofundador y director de ASOCODITA (Asociación Comunitaria para el Desarrollo Integral Tierra de Águila), organización de jóvenes que buscaban crear una revista para jóvenes con un enfoque diferencial. En 2004 se vincula al activismo de la ACCN (Asociación Cultural Casa del Niño), Villa Rica, acompañando grupos juveniles de diferentes municipios, labor desempeñada hasta el 2008.[cita requerida]
En el 2005 fue cofundador del Consejo Comunitario del Corregimiento Centro de Caloto Pandao. En 2009 fue cofundador y gerente de la empresa comunitaria COMEFA (Cooperativa Multiactiva Esfuerzo y Fruto de Afrocolombianos), empresa que cultiva piña y comercializa en almacenes de cadena. 
Ejerció como Consejero Mayor de ACONC (Asociación de Consejos Comunitarios del Norte del Cauca) desde el año 2013 hasta el año 2020, organización que agrupa 43 consejos comunitarios.
En el 2014 acompañó y atendió a damnificados del derrumbe en la mina oro en la vereda San Antonio, dos días después de participar en la audiencia pública contra la minería ilegal y el deterioro del medio ambiente, en el norte del Cauca. 
Ha sido amenazado en reiterada ocasiones por grupos al margen de la ley, desde el año 2014, por ser defensor de la vida, el territorio y los derechos étnico-territoriales. A raíz de ello se vio en la obligación de desplazarse forzadamente de su territorio, en el año 2015. Lideró la construcción del Plan de Etnodesarrollo 2015-2035 del Pueblo Negro y Afrocolombiano del Norte del Cauca.[cita requerida]
En 2019 fue nominado al premio nacional de derechos humanos en la Categoría Defensor del Año, a pesar de que no ganó quedó entre los finalistas.[cita requerida]
En mayo de 2019 sufrió un atentado junto a 15 personas más, incluida Francia Márquez. En 2020 tuvo que emigrar por las amenazas a su vida, durante tres meses permaneció en Holanda que le concedió refugio temporal.[cita requerida]
Participa activamente en diversos espacios de diálogo sobre la lucha de los derechos de los pueblos negros del Cauca.[cita requerida] Desde 2015 forma parte del Consejo Nacional de Paz Afrocolombiano CONPA.

### Participación política
En el 2011 fue candidato a la alcaldía del municipio de Guachené, Cauca, por el partido Alianza Social Independiente (ASI).[cita requerida]
En el 2019 fue candidato a la Cámara de Representantes, por la Circunscripción Especial de Paz No. 1,  que cubre 24 municipios del Cauca, Valle y Nariño. Decisión que se tomó en asamblea de los 42 consejos comunitarios que conforman la Asociación de consejos comunitarios del norte del Cauca. El proceso no culminó debido a la negativa del Congreso de la República de activar estos curules que fueron resultado del Acuerdo Final de Paz firmado entre la extinta FARC-EP y el gobierno colombiano.[cita requerida]
Actualmente es candidato al senado por el Partido Verde para las elecciones intermedias de Colombia que elegirán en marzo a 108 representantes del senado y 188 parlamentarios.[cita requerida]

### Defensa del territorio y la vida
Debido al incumplimiento de más de 300 acuerdos firmados por el gobierno nacional desde el año 1986, Víctor Hugo como representante legal de ACONC ha co-liderado varias protestas pacíficas del pueblo negro del norte del Cauca, para exigir al gobierno el cumplimiento de estos. Es estas protestas realizadas en el año 2016 y 2017, han participado más de 4500 personas, provenientes de los 10 municipios donde están los consejos comunitarios.[cita requerida]
En el grado décimo fue cofundador y lideró un grupo juvenil que publicaba mensualmente el periódico denominado ojo de águila. Su abuelo paterno Cipriano Mina, es un reconocido político en Caloto y Guachené, el cual fue alcalde del municipio de Caloto.[cita requerida]
Víctor Hugo ha sido amenazado en reiteradas ocasiones por grupos al margen de la ley, desde el año 2014, por ser defensor de la vida, el territorio y los derechos étnico-territoriales. Por este motivo sufrió desplazamiento forzado de su territorio en el año 2015.[cita requerida]
En el 2004 su hermana mayor fue asesinada por grupos paramilitares, dejando cuatro hijas las cuales han estado al cuidado de sus tíos y abuelas.[cita requerida]

### Proceso de Paz de Colombia
Participó como delegado de ACONC en el CONPA (Consejo Nacional de Paz Afrocolombiano) y la comisión étnica de paz, en la construcción del capítulo étnico de paz, incluido en los acuerdos de La Habana. En 2016 asistió a la mesa de La Habana para participar en la discusión y construcción del capítulo étnico del Acuerdo de Paz entre el Gobierno Colombiano y las antigua guerrilla de las FARC-EP.